# 668

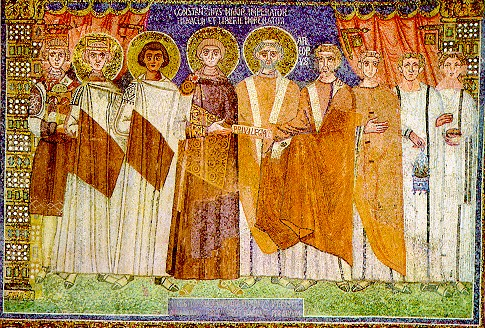
Mozaïek van keizer Constantijn IV (Ravenna)

Het jaar 668 is het 68e jaar in de 7e eeuw volgens de christelijke jaartelling.

## Gebeurtenissen

### Byzantijnse Rijk
- Keizer Constans II wordt in Syracuse door opstandige officieren in zijn bad met knuppels vermoord. De rebellie geeft paus Vitalianus de gelegenheid, ondanks religieuze meningsverschillen, zijn loyaliteit aan de Byzantijnse troon te bewijzen. Hij laat in Rome troepen mobiliseren en zet deze in om de opstand te onderdrukken. Constans wordt opgevolgd door zijn 16-jarige zoon Constantijn IV, het keizerlijke hof keert weer terug naar Constantinopel.

### Europa
- Asparoech leidt 800.000 Bulgaren naar de Donaudelta, een gebied dat onder de heerschappij van het Byzantijnse Rijk staat, Moesia genaamd. (waarschijnlijke datum)

### Azië
- Keizer Gao Zong regeert samen met zijn vrouw Wu over een groter rijk dan enige ander Chinees heerser. Het keizerrijk strekt zich uit van Mantsjoerije tot Kashmir, en van Binnen-Mongolië tot Vietnam. (waarschijnlijke datum)
- Het Koreaanse koninkrijk Silla verovert samen met de Chinese Tang-dynastie het koninkrijk Koguryo en verenigt daarmee Korea onder de Silla-dynastie. Einde van de periode van de Drie Koninkrijken.

## Religie
- 26 maart - Theodorus van Tarsus wordt gewijd tot aartsbisschop van Canterbury.

## Geboren
- Al-Walid I, Arabisch kalief (overleden 715)
- Justinianus II, keizer van het Byzantijnse Rijk (of 669)

## Overleden
- Brahmagupta (70), Indisch wiskundige en astronoom
- Constans II (38), keizer van het Byzantijnse Rijk
- 6 september - Theodardus, bisschop van Maastricht (of 670)
- 22 juli - Wandregeselus, Frankisch missionaris